# Mili
 (février 2009).
Si vous disposez d'ouvrages ou d'articles de référence ou si vous connaissez des sites web de qualité traitant du thème abordé ici, merci de compléter l'article en donnant les références utiles à sa vérifiabilité et en les liant à la section « Notes et références ».
Pour les articles homonymes, voir Mili (homonymie).
Mili est un atoll des îles Marshall.

## Géographie
Mili est composé de 92 îlots d'une superficie totale de 15,54 km2, entourant un lagon de 761,5 km2 de superficie. Mili est l'atoll des Marshall qui comporte le plus de terres émergées après celui de Kwajalein mais son lagon est beaucoup plus petit. Il fait partie des îles Ratak. L'atoll était autrefois connecté à Nadikdik. De nos jours, les deux atolls sont séparés par le passage Klee.

## Démographie
Le recensement de 2021 y dénombre 497 habitants.